# Антон Йовчев
Антон Йовчев, е български католически духовник, капуцин.

## Биография
Антон Йовчев (изписван и Антоний) е роден в село Балтаджа (днес квартал Секирово на град Раковски) през 1876 г. Учи в Католическата семинария в Пловдив, а после в Ориенталския капуцински институт Буджа, Турция. Ръкоположен е за свещеник на 1 септември 1898 г. Бил е мисионер в Бейрут, Баабдат, Абей и Ерзерум. Завръща се в България на 5 март 1913 г. Назначен е за енорист в енорията „Свети Франциск от Асизи“ в село Белозем, където престоява до 1917 г, след което е изпратен и управлява енорията „Свети Петър и Павел“ в село Даваджово (днес квартал Миромир на град Хисаря) до 1919 г. След това е бил за кратко помощник-енорист в енорията „Успение Богородично“ в село Хамбарлии.
После е помощник-енорист в енорията „Пресвето сърце Исусово“ в село Калъчлия (днес квартал Генерал Николаево на град Раковски) до 25 март 1929 г. През това време публикува исторически бележки за католическото село Алифаково във в-к „Истина“. По негова инициатива  през есента на 1927 г. в село Калъчлия е създадено католическото културно дружество „Роберто Менини“.
От 1929 г. е енорийски свещеник в енорията „Дева Мария Богородица“ в Бургас. По негово време са съборени стария дом и старата църква и са построени нови. Новият енорийски дом e завършен през 1935 г. През 1935 публикува отново във в-к Истина исторически данни за Бургаската католическа мисия. Основният камък на новата католическа църква в Бургас е положен през май 1936 г. Планът на новата сграда е изработен от бургаския арх. Светослав Славов. Архитектурата на храма е от типа еднокорабна и едноапсидна базилика. Църквата е завършена под ръководството на Пенчо Христов от Габрово през 1937 г. и осветена на 12 септември същата година от епископ Винкенти Пеев.
Отец Антон Йовчев служи в енорията до неговата смърт. Умира на 30 март 1943 г.